# Ilario Zambelli
Ilario Zambelli (Rio nell'Elba, 2 luglio 1909 – Roma, 24 marzo 1944) è stato un militare e partigiano italiano.
2° Capo segnalatore della Regia Marina assegnato al Ministero della Marina di Roma, dopo l'8 settembre 1943 aderì al Fronte Militare Clandestino. Arrestato, venne consegnato ai tedeschi e fu ucciso nell'eccidio delle Fosse Ardeatine. Decorato con la medaglia d'oro al valor militare alla memoria.

## Biografia
Nacque a Rio nell'Elba (Livorno) il 2 luglio 1909, e dopo aver frequentato le scuole elementari seguì la famiglia che si trasferì a Portoferraio. Dopo aver conseguito la licenza tecnica, studiò privatamente telegrafia in quanto la famiglia non poteva mantenerlo agli studi superiori sul continente, venendo assunto dapprima presso l'Ufficio telegrafico di Portoferraio e poi in quello di Livorno. Arruolato nella Regia Marina nel 1929 per svolgere il servizio militare fu assegnato alla categoria Semaforisti, e nel giugno dell'anno successivo venne promosso Sottocapo, per essere quindi congedato nel giugno 1932.
Richiamato in servizio attivo nel 1935 per esigenze di carattere eccezionale, assegnato alla categoria Segnalatori, prestò servizio a Portoferraio e poi a Piombino fino al novembre 1940. In quella data fu promosso sergente e trasferito presso il Ministero della Marina a Roma. In data 5 febbraio 1942 conseguì la promozione a 2° Capo e all'atto dell'armistizio dell'8 settembre 1943, rifiutò ogni forma di collaborazione con le forze germaniche combattendo in difesa della Capitale. Dopo la resa italiana entrò nel movimento di resistenza partecipando alla lotta clandestina in seno alle formazioni partigiane dipendenti dal Fronte Clandestino di Resistenza della Marina Militare, dove svolse una intensa attività di raccolta informazioni e di collegamento.

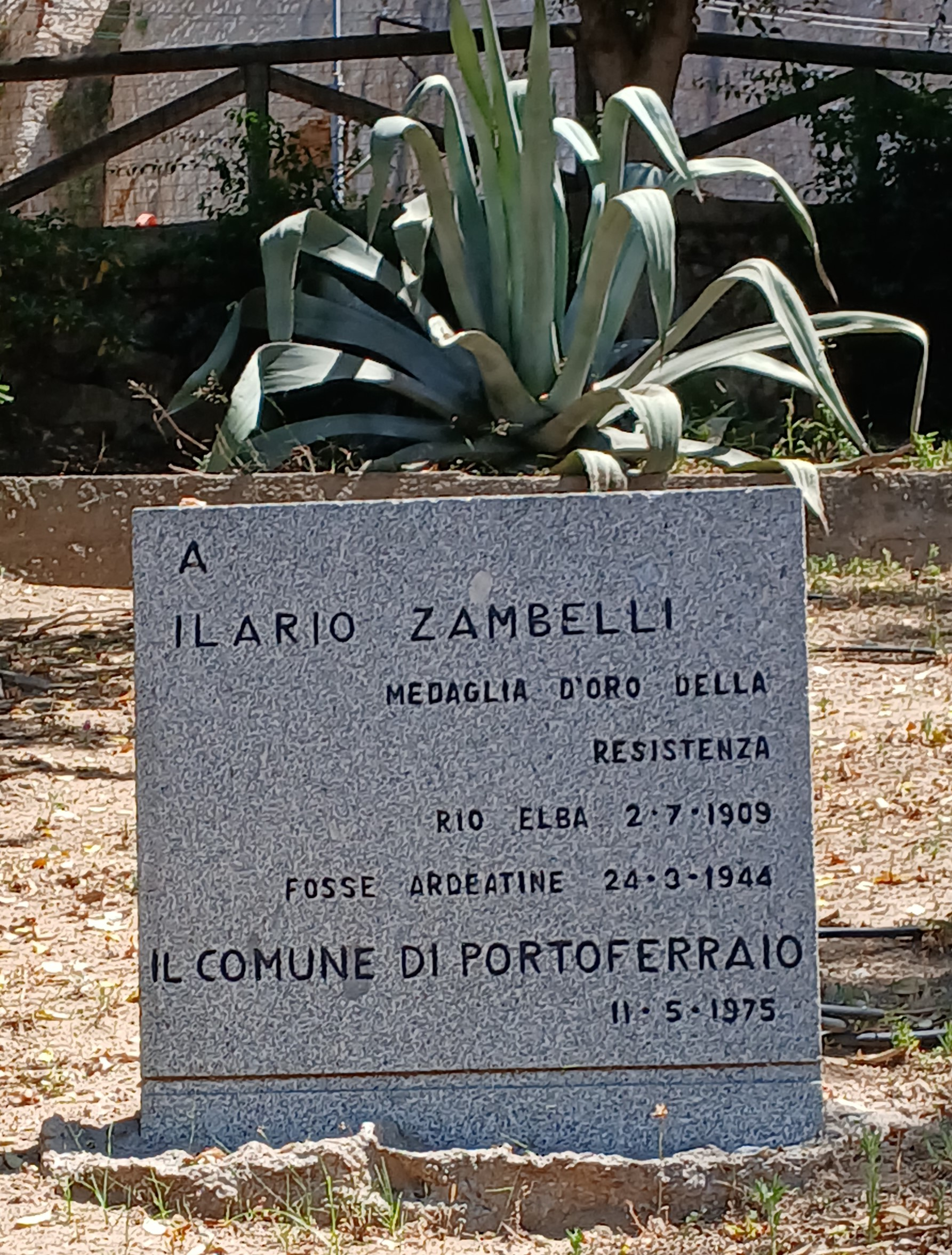
Lapide in memoria di Ilario Zambelli a Portoferraio

Arrestato dai fascisti per una soffiata, fu torturato al fine di avere informazioni sul suo reparto di appartenenza, ma non parlò mai. Consegnato ai tedeschi venne prima imprigionato nel Carcere di Regina Coeli, e poi trucidato durante l'Eccidio delle Fosse Ardeatine il 24 marzo 1944. Nel giugno 1951 fu decorato con la Medaglia d'oro al valor militare alla memoria, massima onorificenza italiana. Nel dopoguerra i comuni di Rio nell'Elba, Livorno, Porto Azzurro e Portoferraio gli intitolarono una via: quest'ultimo gli dedicò anche una lapide, mentre Piombino gli ha intitolato una piazzetta. Il circolo sottufficiali della Marina Militare di Chianciano Terme porta il suo nome. Anche a Roma nel quartiere Spinaceto, è stato dedicato Largo Ilario Zambelli.

### Periodici
- Roberto Chiavacci, Fortunato Colella, Le Medaglie d'oro al valor militare conferite agli elbani dal Risorgimento alla Seconda Guerra Mondiale, 1991,  pp. 31-33.